# サンドビアン
| 累代        | 代     | 紀           | 基底年代 Mya |
| ----------- | ------ | ------------ | ------------ |
| 顕生代      | 新生代 | 第四紀       | 2.58         |
| 顕生代      | 新生代 | 新第三紀     | 23.03        |
| 顕生代      | 新生代 | 古第三紀     | 66           |
| 顕生代      | 中生代 | 白亜紀       | 145          |
| 顕生代      | 中生代 | ジュラ紀     | 201.3        |
| 顕生代      | 中生代 | 三畳紀       | 251.902      |
| 顕生代      | 古生代 | ペルム紀     | 298.9        |
| 顕生代      | 古生代 | 石炭紀       | 358.9        |
| 顕生代      | 古生代 | デボン紀     | 419.2        |
| 顕生代      | 古生代 | シルル紀     | 443.8        |
| 顕生代      | 古生代 | オルドビス紀 | 485.4        |
| 顕生代      | 古生代 | カンブリア紀 | 541          |
| 原生代      | 原生代 | 原生代       | 2500         |
| 太古代      | 太古代 | 太古代       | 4000         |
| 冥王代      | 冥王代 | 冥王代       | 4600         |
| 1. 2. 3. 4. |        |              |              |

サンドビアン（英: Sandbian）は、国際層序委員会によって定められた地質学用語である、地質時代名の一つ。4億5840万年前（誤差90万年）から4億5300万年前（誤差70万年）にあたる、後期オルドビス紀を三分した前期である。前の期は中期オルドビス紀後期であるダーピンジアン、次の期は後期オルドビス紀中期であるカティアン。日本語ではサンドビ期とも呼ばれる。
名前はスウェーデンのスコーネ県のルンドの自治体 Södra Sandby にちなんでおり、2006年に提唱された。

## GSSP
サンドビアン階の国際標準模式層断面及び地点(GSSP)はスウェーデンのスコーネ県ルンド東部の Sularp Brook のFågelsångセクション(北緯55度42分49秒 東経13度19分32秒 / 北緯55.7137度 東経13.3255度)であり、頁岩と泥岩からなる露頭である。サンドビアンの基底は当該セクションでのフデイシの種 Nemagraptus gracilis の初出現として定義されている。

## 地層の分布
タイ王国南部のサトゥーン県からはダーリウィリアンからカティアンまでの3化石帯、マレーシアのランカウイ群島からはダーピンジアンからカティアンまでの4化石帯が報告されている。